# Туризм в Мавритании

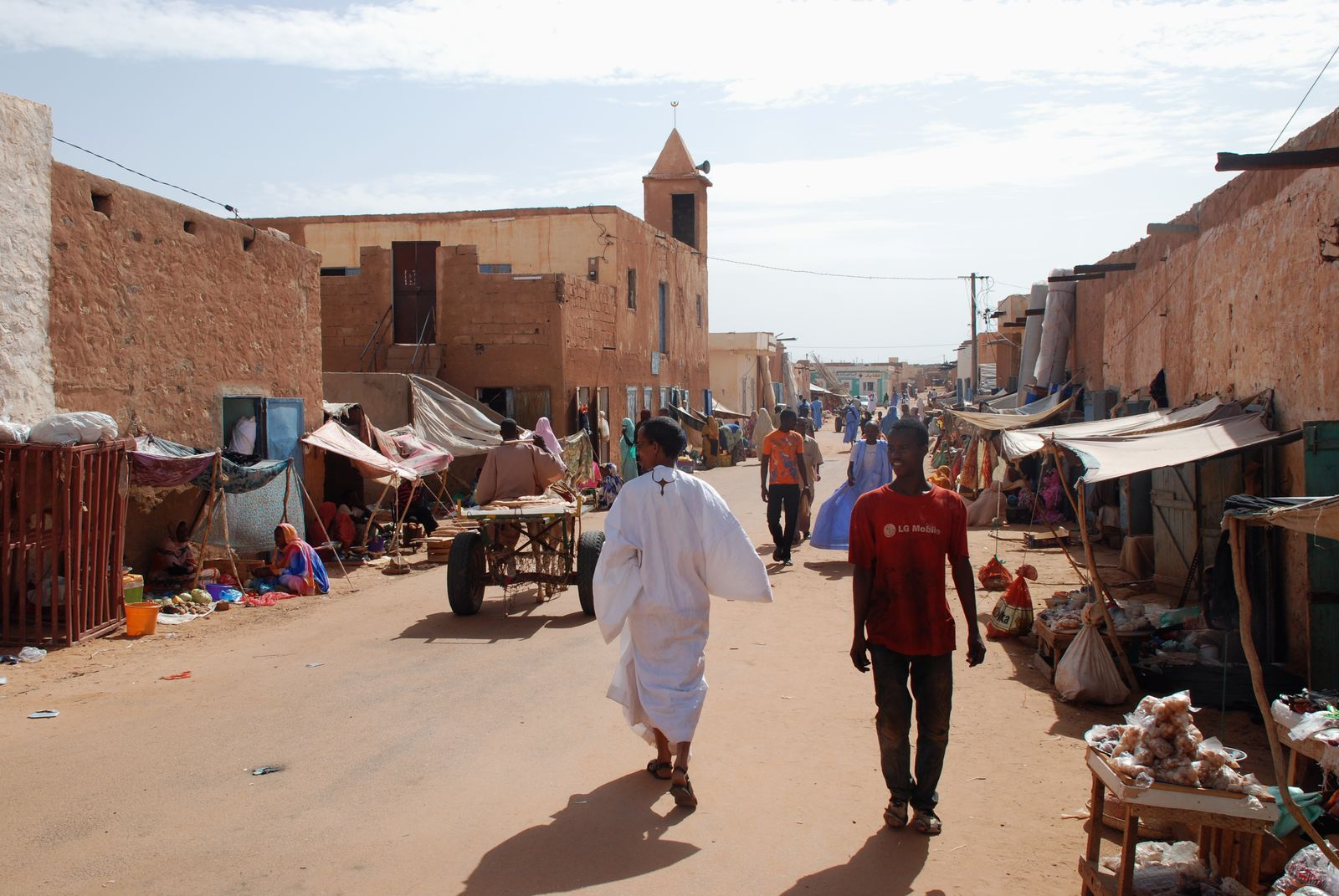
Город Тиджикжа в юго-центральной Мавритании

Туризм в Мавритании — один из секторов экономики этой страны.
В Мавритании расположено несколько туристических объектов, однако их осмотр затруднителен в связи с плохим состоянием транспортной инфраструктуры страны. Помимо крупных городов (Нуакшота, Нуадибу), туристов в Мавританию привлекает обилие мест, связанных с транссахарской торговлей: средневековое городище Кумби-Сале, руины торгового города Аудагост, ксары Уадан, Уалата, Шингетти, Тишит, внесённые в список всемирного наследия ЮНЕСКО, а также памятники природы: структура Ришат («Глаз Африки»), национальные парки Банк-д’Арген и Диавалинг.
Для большинства туристов необходимо иметь действительный заграничный паспорт и визу. Требование в получении визы не распространяется на французских и итальянских граждан, граждан стран Лиги арабских государств и граждан бывших французских территорий в Африке. Рекомендуется сделать прививки против жёлтой лихорадки и холеры. Туристов привлекает — Атар (древняя столица королевства Альморавидов) и Шингетти (Шингеттиская соборная мечеть).
В 1999 году туризм принёс Мавритании около 28 млн долл. США. По оценкам правительства США на 2002 год, ежедневная стоимость пребывания в Нуадибу составляет 57 $. Стоимость пребывания в Нуакшоте составляет около 95 $ в день.